# Barbara Epstein
Barbara Zimmerman Epstein (* 30. August 1928 in Boston als Barbara Zimmerman; † 16. Juni 2006 in der Upper West Side, Manhattan, New York City) war eine US-amerikanische Herausgeberin und Verlagslektorin, die als Mitbegründerin der New York Review of Books bekannt wurde.

## Leben
Barbara Zimmerman wurde 1928 in Boston als jüngste Tochter eines Textilhändlers und einer Hausfrau geboren. Sie besuchte zunächst die Girls’ Latin School und dann das Radcliffe College, von dem sie 1949 graduierte. Anschließend wurde sie Verlagslektorin im Verlagshaus Doubleday, wo sie als Editorin von Anne Franks Tagebuch große Aufmerksamkeit erregte. 1954 heiratete sie den Herausgeber und späteren Verleger Jason Epstein und bekam mit ihm zwei Kinder; das Ehepaar stand bald im Mittelpunkt der New Yorker Literaturszene. In den nächsten Jahren arbeitete Barbara Epstein für die Verlage E. P. Dutton und McGraw-Hill sowie für das Magazin Partisan Review.
1962 wurde die vibrierende Literaturszene New Yorks durch einen Streik der Tageszeitungen lahmgelegt, da so auch die einflussreichen Buchrezensionen in der New York Times nicht mehr erschienen. Während eines gemeinsamen Abendessens Ende 1962 entwickelten Barbara Epstein, Jason Epstein, Robert Lowell und Elizabeth Hardwick die Idee, ein eigenes, auf Literaturrezensionen spezialisiertes Magazin zu veröffentlichen. Anfang 1963 erschien so die erste Ausgabe des New York Review of Books, das durch den großen Erfolg der ersten Ausgabe auch nach Ende des Zeitungstreiks im Februar 1963 weiter existierte. Gemeinsam mit Robert B. Silvers fungierte Epstein ab der ersten Ausgabe bis zu ihrem Tod als Herausgeberin des Magazins. Während Silvers für geschichtliche und politische Bücher zuständig war, wählte Epstein alle Kunstbücher und Werke der schönen Literatur aus. Das Magazin konnte viele prominente Autoren gewinnen – Epstein selbst verfasste in den 43 Jahren keinen einzigen Artikel für das Magazin – und positionierte sich so als eines der führenden Literatur- und Kulturmagazine der liberalen US-Ostküste. Für ihre Verdienste erhielten Silvers und Epstein 2006 gemeinsam den National Book Foundation’s Literarian Award.
1980 ließ sich Epstein von ihrem Ehemann scheiden, behielt aber dessen Nachnamen bei. Danach lebte sie in einer Partnerschaft mit dem Journalisten und Publizisten Murray Kempton, bis dieser im Mai 1997 verstarb. Im September 2005 wurde bei Epstein Lungenkrebs diagnostiziert; trotzdem blieb sie weiterhin im Tagesgeschäft des New York Review of Books aktiv. Sie starb Mitte Juni 2006 im Alter von 77 Jahren in der Upper West Side in Manhattan.